# دیک مورلی
دیک مورلی (انگلیسی: Dick Morley; ۱ دسامبر ۱۹۳۲ – ۱۷ اکتبر ۲۰۱۷) مهندس برق و مخترع اهل ایالات متحده آمریکا بود.
از زمانی که درگیر تولید اولین PLC برای جنرال موتورز، مودونیک، در بدفورد و همکاران بود، در سال ۱۹۶۸ یکی از «پدران» کنترل‌گر منطقی برنامه‌پذیر (PLC) محسوب می‌شد. اکنون نام تجاری Modicon از PLC متعلق به اشنایدر الکتریک است. PLC به عنوان پیشرفت قابل توجهی در عمل خودکارسازی شناخته شده‌است و تأثیر مهمی در صنعت تولید دارد.

## زندگی‌نامه
مورلی در سال ۱۹۳۲ در کلینتون، ماساچوست به دنیا آمد و در مؤسسه فناوری ماساچوست تحصیل کرد.